# Jorge Orgaz
Jorge Orgaz (22 de junio de 1899, Córdoba-16 de junio de 1987) fue un médico, escritor e interventor de la Universidad Nacional de Córdoba.

## Biografía[2]
Jorge Orgaz nació en la ciudad de Córdoba el 22 de junio de 1899 es hermano del primer presidente del Club Atlético Belgrano, senador provincial del Partido Socialista, Arturo Orgaz y del juez, ministro de la Corte Suprema Alfredo Orgaz. Ingresó en la facultad de Medicina en 1918 año que estalló la Reforma Universitaria . Egresó en 1923, fue docente en la universidad de la cual se egreso y dio clases de patología médica.
Designado interventor, Orgaz dejó cesante a más de 120 jefes de catedra profesores titulares, adjuntos, y ayudantes de cátedra. Durante esta etapa alrededor de un tercio del plantel docente sería separado por razones políticas de la universidad. puso en marcha el plan para limitar y anular la autonomía universitaria, profundizando la centralización administrativa, desmontar el anterior sistema de gobierno con la participación de los tres claustros, y una política de despolitización y desperonización, tanto a nivel profesoral como estudiantil, pues toda actividad que pudiera suponer militancia política era pasible de suspensión, exoneración o expulsión.
En 1973, el Partido Socialista Democrático (ya que el Socialismo se había dividido) lo eligió como su candidato a gobernador para las Elecciones provinciales de Córdoba de 1973 acompañado por Alberto Orlandini logrando 7.437 votos.